# Sander marinus
Sander marinus es una especie de peces de la familia Percidae en el orden de los Perciformes.

## Distribución geográfica
Se encuentra en los estuarios del mar Negro y del mar Caspio.